# 新井豊美
新井 豊美（あらい とよみ、女性、1935年10月17日 - 2012年1月21日) は、日本の詩人。
広島県生まれ。本名・豊實。上野学園大学中退。1982年の詩集『河口まで』で地球賞、93年、『夜のくだもの』で高見順賞、2007年、『草花丘陵』で晩翠賞受賞。2009年より日本現代詩人会会長。
2012年1月21日、呼吸不全のため死去。76歳没。

## 著書
- 新井豊美　詩集　波動　あんかるわ叢書刊行会　1978
- 河口まで アトリエ出版企画 1982
- いすろまにあ　砂子屋書房 1984
- 苦海浄土の世界 れんが書房新社 1986
- 半島を吹く風の歌 花神社 1988
- 滞空時間　風狂舎　1991
- 夜のくだもの 思潮社 1992
- 新井豊美詩集 思潮社 1994 (現代詩文庫)
- <女性詩>事情 思潮社 1994
- 近代女性詩を読む 思潮社 2000
- 切断と接続 思潮社 2001
- シチリア幻想行 思潮社 2006
- 女性詩史再考 「女性詩」から「女性性の詩」へ 思潮社 2007
- 草花丘陵 思潮社 2007

## 参考
- 文藝年鑑2007